# Velká Ves (Broumov)

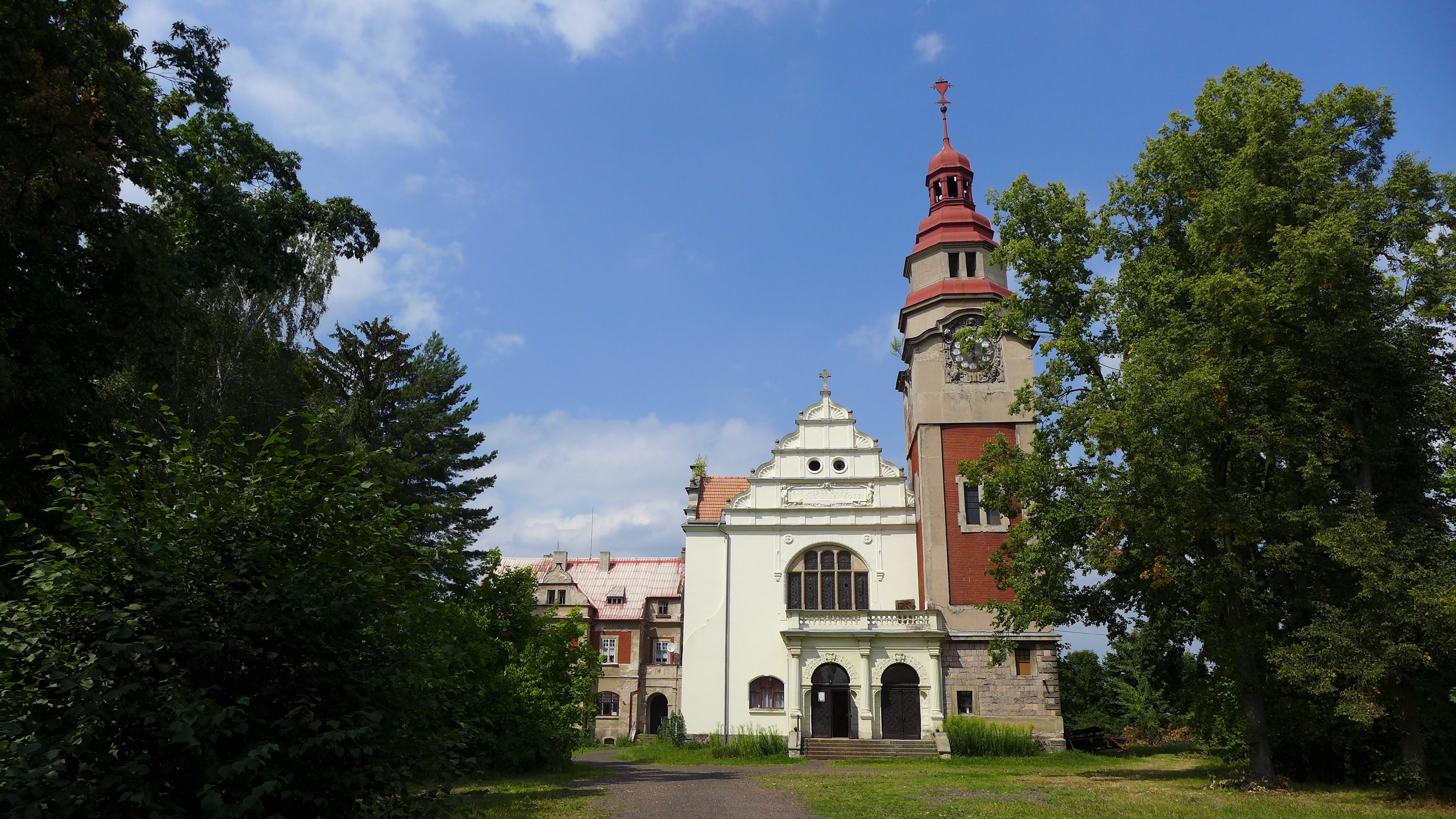
Auferstehungskirche

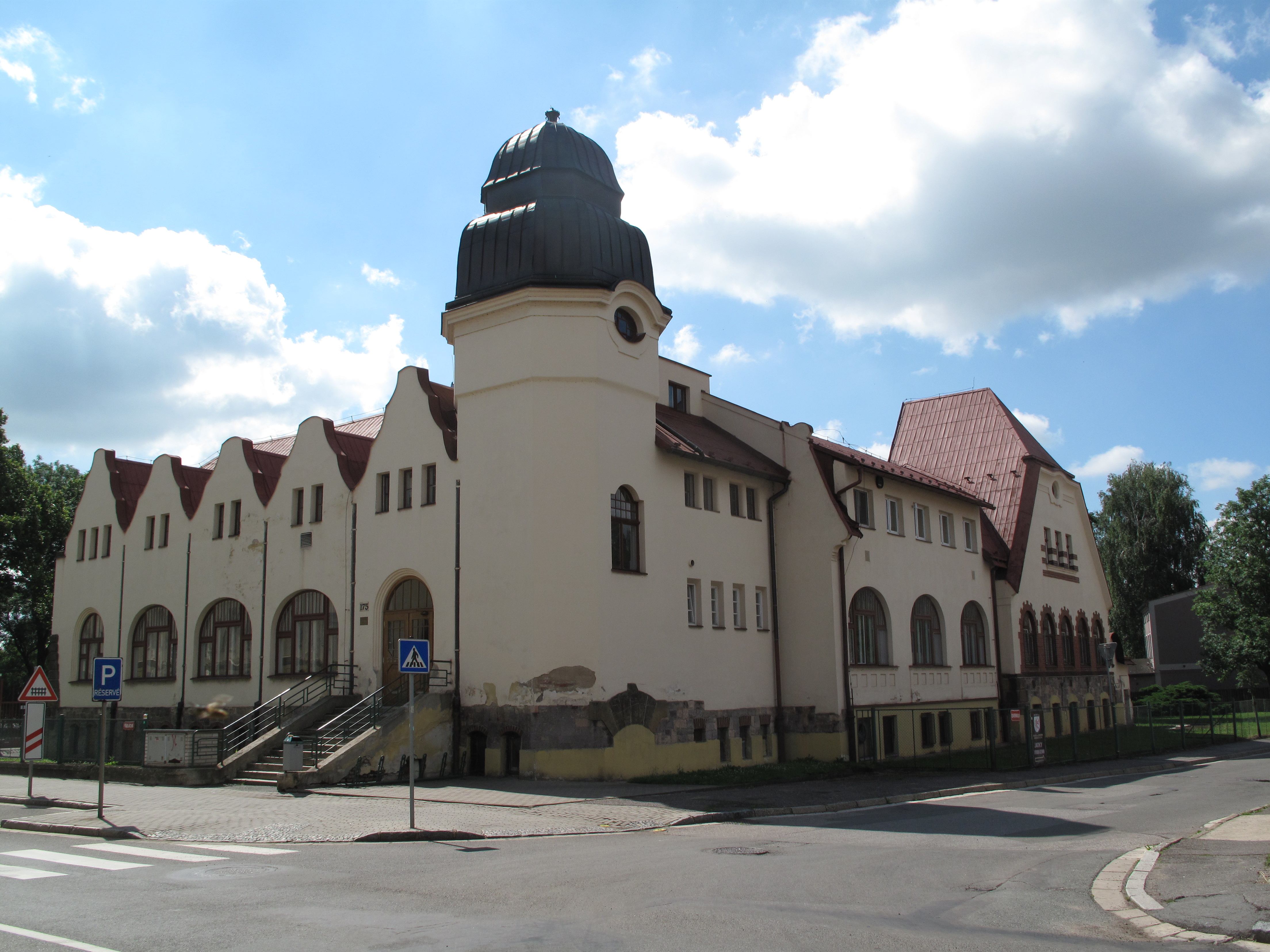
ehemaliges Wohlfahrtsgebäude der Fa. Hermann Pollack Söhne

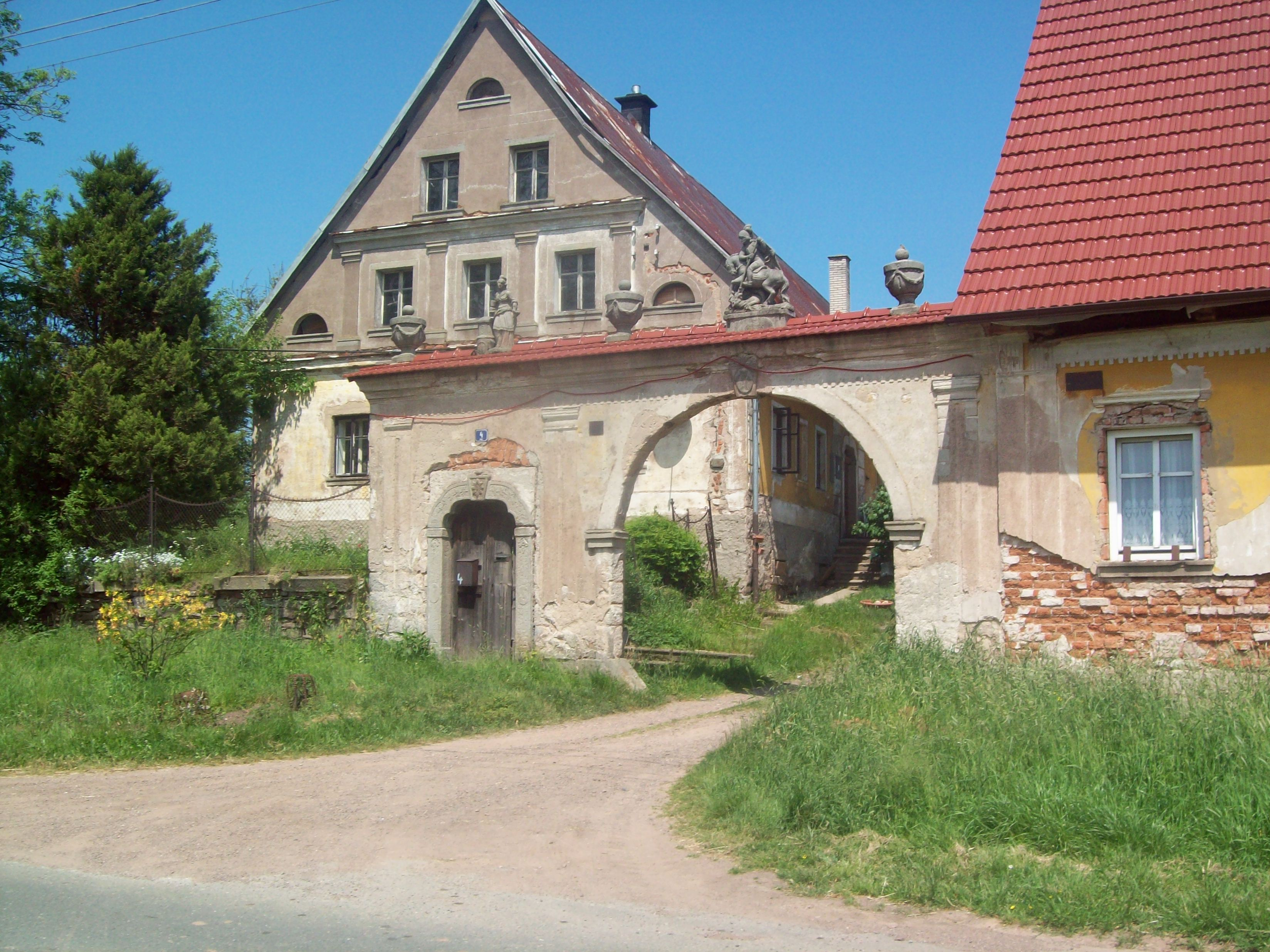
Toreinfahrt zum Hof Kladská Nr. 3 und 4

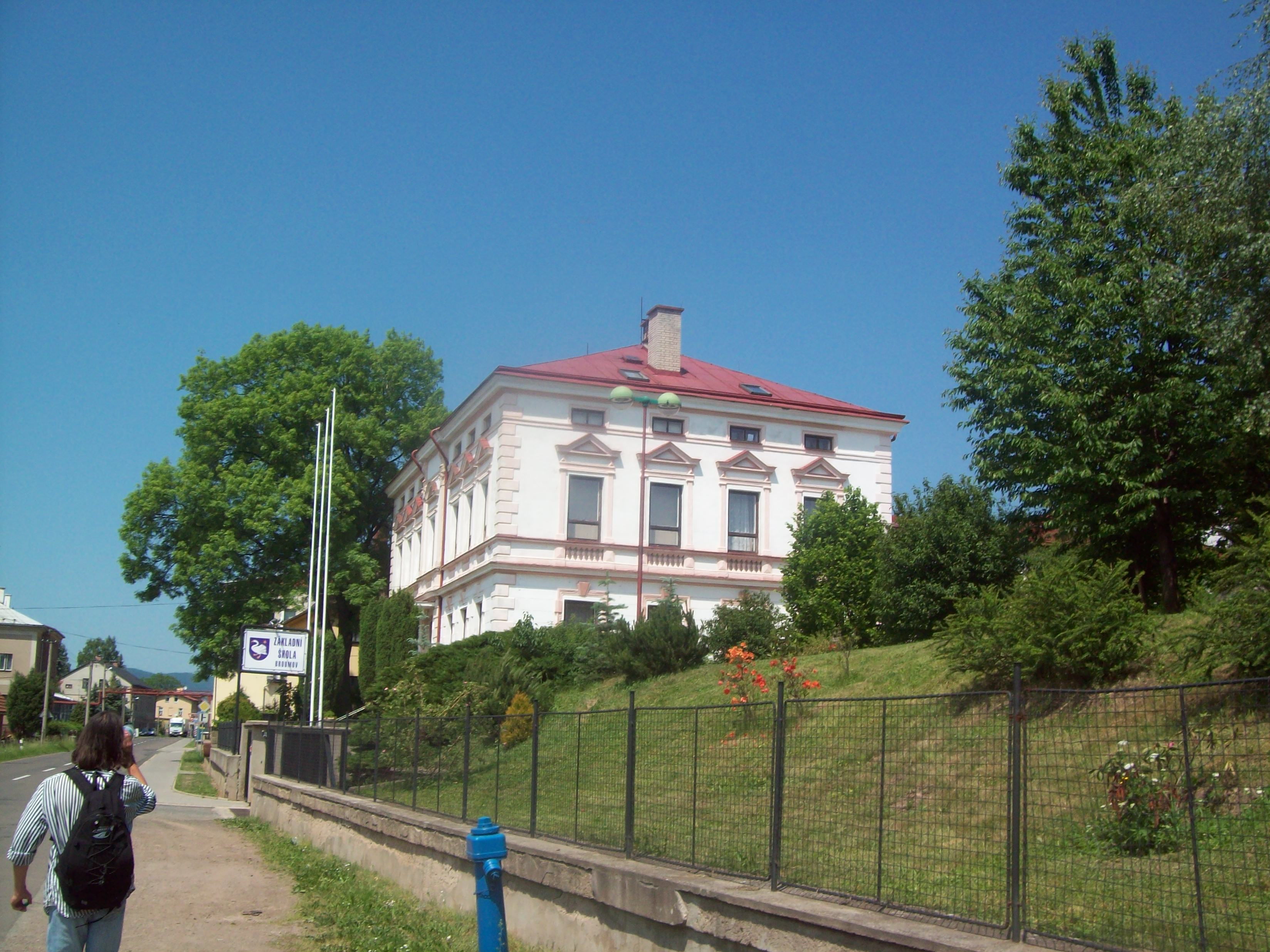
Grundschule

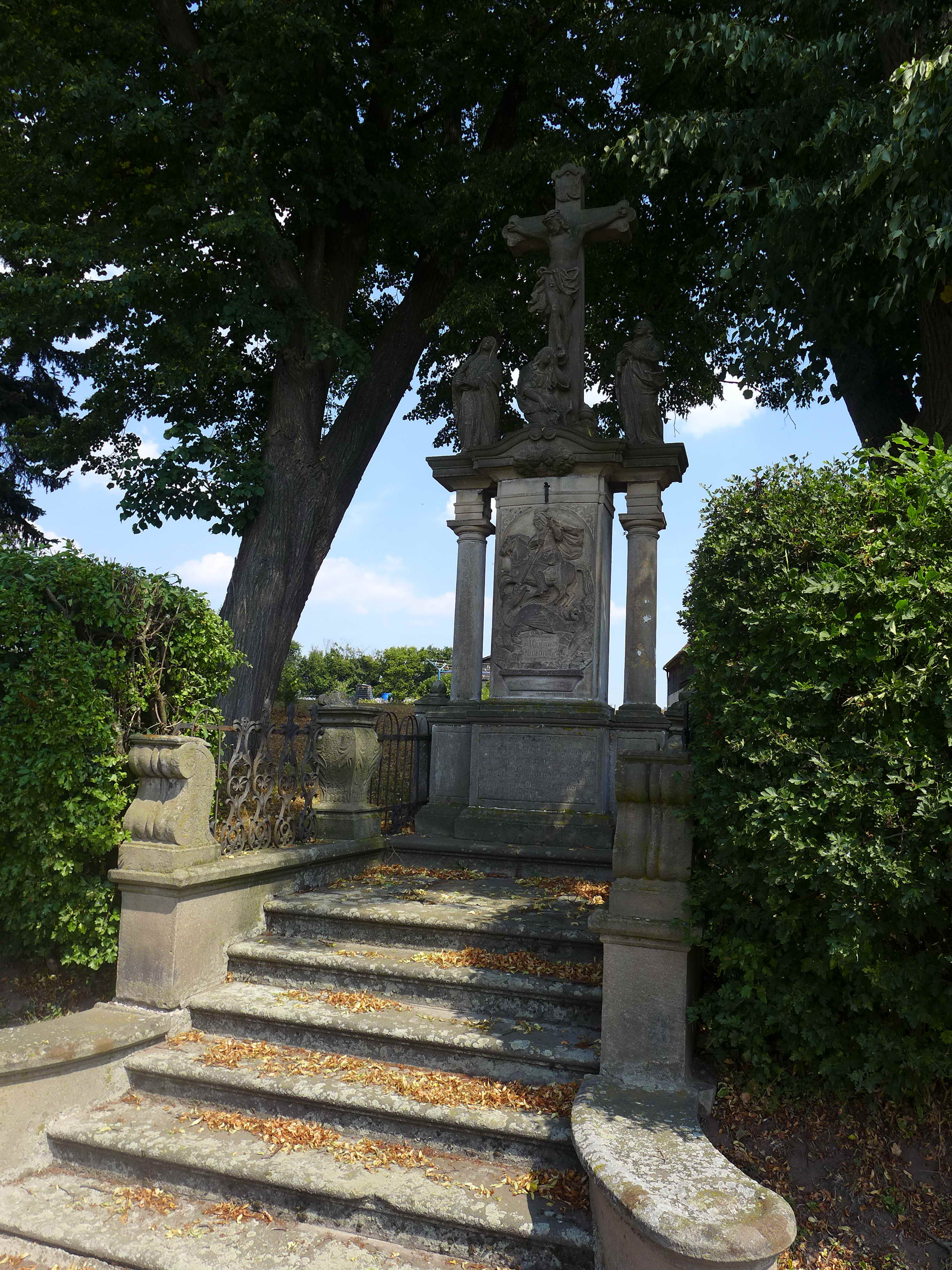
Kalvariengruppe

Velká Ves (deutsch Großdorf) ist ein Ortsteil der Stadt Broumov in Tschechien. Er liegt einen knappen Kilometer östlich des Stadtzentrums von Broumov und gehört zum Okres Náchod.

## Geographie
Velká Ves erstreckt sich über fünf Kilometer von der Einmündung des Svinský potok (Saubach) linksseitig der Stěnava (Steine) in der Broumovská kotlina (Braunauer Becken). Durch Velká Ves führt die Bahnstrecke Meziměstí–Ścinawka Średnia, im Ort befindet sich der Bahnhof Broumov. In Velká Ves kreuzen sich die Staatsstraßen II/303 zwischen Janovičky und Broumov sowie II/302 zwischen Broumov und Tłumaczów. Nordöstlich erhebt sich der Dvorský vrch (Hofeberg, 474 m n.m.), östlich der Plochý vrch (Teiberhöhe, 429 m n.m.) sowie nordwestlich der Spořilov (Baderberg, 470 m n.m.) und der Mlýnský vrch (Steinberg, 521 m n.m.).
Nachbarorte sind Olivětín und Benešov im Norden, Rožmitál und Šonov im Osten, Tłumaczówek (Klein Tuntschendorf bzw. Endegut), Tłumaczów und Otovice im Südosten, Martínkovice im Süden, Křinice, Nové Město und Poříčí im Westen sowie Hynčice im Nordwesten.

## Geschichte
Am 12. März 1256 überließ der Břevnover Abt Martin ein gegenüber von Braunau gelegenes Waldstück von 50 Huben zur Gründung eines Dorfes an den Kolonisten Rudger. Der Ort wurde als Straßendorf in der Talaue der Steine angelegt, sämtliche Bauernhöfe reihten sich auf ihrer Feldmark am Fuße der gerodeten und urbar gemachten Anhöhe entlang der Ostseite der Straße. Waldstücke gehörten nur zum Klosterhof und zur Schölzerei. Vor jedem der Höfe befand sich ein Teich. Im Braunauer Urbar von 1406 sind für Großdorf 13 zinspflichtige Bauern aufgeführt. Im Jahre 1676 bestand das Dorf aus 22 Bauern und drei Häuslern. Wegen des fruchtbaren Bodens entwickelte sich Großdorf zu einem der reichsten Dörfer des Braunauer Landes. Lediglich das Niederdorf war öfters von Hochwassern der Steine betroffen. Die wenigen Bauplätze für Häusler befanden sich fast sämtlich an der Westseite der Dorfstraße. In den Jahren 1712 bis 1714 wurde auf den Fluren des Klosterhofes am Ölberg die neue Stiftsbrauerei Oelberg angelegt. In der Folgezeit siedelten sich in der Umgebung der Brauerei auf Dominikalland im Steinetal weitere Betriebe an; es entstand die Siedlung Oelberg. 1786 wurde in Großdorf ein hölzernes Schulhaus errichtet, 1816 wurde es durch einen steinernen Bau ersetzt.
Im Jahre 1833 bestand das im Königgrätzer Kreis gelegene Dorf Großdorf aus 88 Häusern, in denen 492 Personen lebten. Nach Großdorf inskribiert war der einschichtige Popelhof am Rosenthaler Weg. Haupterwerbsquelle bildete die Landwirtschaft. Im Ort gab es eine Schule. Gepfarrt war das Dorf zur Braunauer Stadtkirche St. Peter und Paul. Bis zur Mitte des 19. Jahrhunderts blieb Großdorf der Stiftsherrschaft Braunau untertänig.
Nach der Aufhebung der Patrimonialherrschaften bildete Großdorf ab 1849 mit dem Ortsteil Oelberg eine Gemeinde im Gerichtsbezirk Braunau. Die Errichtung der Mechanischen Weberei und Baumwollspinnerei Benedict Schrolls Sohn in Oelberg im Jahre 1856 war der Beginn der Industrialisierung der Gemeinde; jedoch beschränkte sich diese anfänglich auf Oelberg, das Bauerndorf Großdorf blieb davon noch unberührt. Franz Nowotny gründete 1861 in Großdorf eine Spinnerei und Mechanische Weberei, die später auf 270 Beschäftigte anwuchs. 1868 wurde die Gemeinde Großdorf dem Bezirk Braunau zugeordnet.
Zwischen 1873 und 1875 erfolgte der Bau der Eisenbahnstrecke Chotzen-Halbstadt-Braunau. Da sich die rechte Flussaue der Steine wegen ihrer Enge und der Bebauung durch die Sände nicht eignete, wurde die Bahntrasse über die weite Großdorfer Aue geführt. Beim Großdorfer Mitteldorf entstand am Rosenthaler Weg der Bahnhof Braunau, ein weiterer Bahnhof (Braunau-Oelberg) wurde im Ortsteil Oelberg angelegt. Mit dem Eisenbahnbau siedelten sich im Umfeld des Bahnhofes mit der Baumwollspinnerei und Weberei Hermann Pollack Söhne (1280 Beschäftigte), der Maschinenfabrik und Eisengießerei Brüder Ringel und der Uhrenfabrik Gebrüder Junghans und Gustav Becker mehrere Unternehmen an. Seit dem Eisenbahnbau verhandelte die Stadtgemeinde Braunau mit der Gemeinde Großdorf über die Abtretung der westlich der Bahnstrecke gelegenen Großdorfer Fluren an die Stadt. 1882 wurden die ergebnislos gebliebenen Verhandlungen wegen der Abtretung von 50 Joch 546 Quadratklaftern wieder aufgenommen, jedoch war die Gemeinde Großdorf nach wie vor nicht bereit, der Stadt Teile ihrer Flur abzutreten.
1888 erfolgte die Fertigstellung der Bahnstrecke nach Mittelsteine. Zwischen 1883 und 1907 erfolgten Regulierungen der Steine zwischen Oelberg, Großdorf und den Sänden. 1885 lebten in Großdorf 897 Personen, darunter 816 Deutsche und 63 Tschechen. Zum Ende des 19. Jahrhunderts erhielt das Dorf mit Velkoves auch einen tschechischen Namen.
Auf Initiative des Fabrikanten Anselm Heinzel aus Dittersbach wurde 1899 im Großdorfer Armenhaus eine Landwirtschaftliche Winterschule eingerichtet. Das Unternehmen Hermann Pollack Söhne ließ für seine Beschäftigten zum Ende des 19. Jahrhunderts am Rosenthaler Weg beim Popelhof die Werkssiedlung Pollackhäuser (Polákovy domy) errichten. Gegenüber dem Werksgelände entstand an der Brücke über die Steine ein stattliches Wohlfahrtsgebäude mit Speisesaal für die Beschäftigen der Fa. Hermann Pollack Söhne, Werkskindergarten, Bad sowie Einrichtungen der Sozial- und Gesundheitsversorgung.
Die angestammte Bevölkerung von Großdorf war katholisch; ein Großteil der bei Pollack beschäftigten Schweizer Angestellten war reformiert. Auf Pollacks Initiative wurde deshalb im Jahre 1903 in Großdorf eine evangelische Pfarrkirche errichtet, die als Pfarrei Braunau eine Gemeinde der Evangelischen Superintendentur A. B. Westböhmen bildete. 1904 entstand ein neues Gebäude für die Landwirtschaftliche Winterschule, zwei Jahre später wurde auch das Dorfschulgebäude durch einen Neubau ersetzt. Im Jahre 1900 hatte die Gemeinde Großdorf 1635 Einwohner, 1913 waren es 2713 und 1920 nur noch 2466. Nach der Gründung der Tschechoslowakei verlor Ölberg seinen Status als Ortsteil von Großdorf. Auf Anordnung der Linguistischen Kommission in Prag wurde 1920 der tschechische Ortsname in Velká Ves abgeändert. 1930 lebten 2635 Menschen, darunter 2251 Deutsche und 304 Tschechen, in der Gemeinde. Nach dem Münchner Abkommen wurde Großdorf im Herbst 1938 dem Deutschen Reich zugeschlagen und gehörte bis 1945 zum Landkreis Braunau. 1939 war die Einwohnerzahl auf 2532 gesunken. Nach dem Ende des Zweiten Weltkrieges kam Velká Ves zur Tschechoslowakei zurück und die deutsche Bevölkerung wurde vertrieben. Die verstaatlichten Textilbetriebe in Velká Ves und Olivětín wurden 1949 zum Staatsbetrieb VEBA Broumov vereinigt, in dem 1958 noch der ehemalige Staatsbetrieb META Police nad Metují aufging. 1950 wurden Velká Ves und Broumov zu einer Gemeinde Broumov zusammengeschlossen. Im Zuge der Gebietsreform von 1960 erfolgte die Aufhebung des Okres Broumov, seitdem gehört Velká Ves zum Okres Náchod. Im Jahre 1961 lebten in dem Ort 1690 Personen. Der Staatsbetrieb VEBA Broumov wurde 1992 in eine Aktiengesellschaft umgewandelt. 1991 hatte Velká Ves 1328 Einwohner. Im Jahre 2001 bestand das Dorf aus 281 Wohnhäusern und hatte 1496 Einwohner.

## Wirtschaft und Verkehr
Bedeutendstes Unternehmen sind die Veba, textilní závody a.s. In Velká Ves befindet sich der Hauptsitz (ehemals Hermann Pollack Söhne) des Unternehmens, zu dem noch Produktionsstätten in Olivětín (ehemals Benedict Schrolls Sohn) und in Police nad Metují (ehemals Wilhelm Pelly) gehören. Außerdem befinden sich der Bahnhof und der Busbahnhof Broumov in Velká Ves.

## Ortsgliederung
Der Ortsteil Velká Ves gliedert sich in die Grundsiedlungseinheiten Olivětín-východ, Plochý vrch, U nádraží und Velká Ves.
Der Ortsteil bildet den Katastralbezirkes Velká Ves u Broumova.

## Sehenswürdigkeiten
- Auferstehungskirche, erbaut 1902–1903 nach Plänen von Heinrich Wolf als Evangelische Kirche, sie gehört seit 1997 der Bürgervereinigung Diakonie Broumov[12] und dient als Lager für Textilien, das ehemalige Pfarrhaus wird von der Tschechoslowakischen Hussitischen Kirche als Betsaal genutzt.[13]
- Bauernhöfe Braunauer Typs
- Ehemaliges Wohlfahrtsgebäude der Fa. Hermann Pollack Söhne, errichtet zum Ende des 19. Jahrhunderts, heute Werkskantine der Veba, Gemeinschaftssaal und städtischer Kindergarten[14]
- Kapelle der Schmerzhaften Muttergottes
- Kapelle des hl. Johannes von Nepomuk, an der Straße nach Otovice
- Statue der Maria Immaculata, im Garten des Hauses Havlíčkova Nr. 94
- Statue der Maria mit dem Jesuskind, renoviert 1878 durch Karl und Genovefa Kahler
- Statue der Maria mit dem Jesuskind, in den Feldern, geschaffen 1695
- Statue des hl. Josef, errichtet 1845 von Joseph Kahlert, erhalten ist nur der Sockel
- Statue des hl. Antonius, am Haus Nr. 318, die Heiligenfigur lehnt derzeit hinter dem Sockel
- Kalvariengruppe mit Freitreppe, sie stellt den Gekreuzigten mit Figuren der Jungfrau Maria, der hl. Maria Magdalena und des hl. Johannes dar, im Sockel befindet sich ein Relief des hl. Georg im Kampf mit einem Drachen, errichtet wurde sie 1866 durch Georg und Genoveva Kahler[15]
- Dreifaltigkeitssäule am Haus Nr. 54, renoviert 1922 durch Josef und Anna Rosenberg
- Mehrere Wegkreuze[16]